# 9938 Кретлов
9938 Кретлов (9938 Kretlow) — астероїд головного поясу, відкритий 18 травня 1988 року.
Тіссеранів параметр щодо Юпітера — 3,688.